# 430
Năm 430 là một năm trong lịch Julius.